# St. Louis, Iron Mountain and Southern Railway
Le St. Louis, Iron Mountain and Southern Railway (SLIM&S) était un chemin de fer américain de classe I qui apparut en 1874 à la suite de la réorganisation du St. Louis and Iron Mountain Railway créé en 1851.
Cette compagnie, appelée aussi Iron Mountain Railway, fut en exploitation dans le Missouri et l'Arkansas de la fin du XIXe au début du XXe siècle.
Il reliait Saint-Louis à Texarkana, ainsi que le sud-est du Missouri. La ligne fut créée à l'origine pour transporter le minerai de fer de Iron Mountain (Missouri) à Saint-Louis. 
Jay Gould racheta le SLIM&S en 1883, lui permettant de porter la taille de son réseau à 15 364 km.
En 1917 il fut officiellement fusionné dans le Missouri Pacific Railroad, lequel fut ensuite intégré dans l'Union Pacific Railroad en 1992. 

## Histoire

### Les prédécesseurs du SLIM&S
Le St. Louis and Iron Mountain Railroad fut créé le 3 mars 1851 dans le Missouri.
Le Cairo and Fulton Railroad of Arkansas fut créé le 9 février 1853.
Le premier coup de pioche de l'Iron Mountain Road fut donné en octobre 1853. 
25 novembre 1853 : création du Little Rock and Fort Smith Railway.
12 janvier 1854 : création du Cairo and Fulton of Missouri.
1856 : la construction de l'Iron Mountain commence pour de bon. L'Iron Mountain et le Cairo and Fulton of Missouri reçoivent leurs premières locomotives. 
1857 : l'Iron Mountain arrive à DeSoto, Missouri. 
2 avril 1858 : l'Iron Mountain atteint Pilot Knob, Missouri 
septembre 1864 : le chemin de fer est confronté au raid de la cavalerie des Confédérés conduit par le général Price à travers le Missouri et le Kansas. Une des batailles a lieu à Pilot Knob. 
19 février 1866 : l'État du Missouri réalise la saisie de l'Iron Mountain.
12 janvier 1867 : l'Iron Mountain est vendu à Thomas Allen 
29 juillet 1867 : il est réorganisé sous le nom de St. Louis and Iron Mountain Railroad (STLIM) 
janvier 1868 : le STLIM est de nouveau saisi par l'État du Missouri 
18 mars 1868 : le STLIM retrouve son statut de société
14 août 1869 : l'embranchement de Belmont Branch est achevé
1871 : signature d'un accord avec Pullman pour des wagons-lits. Le Cairo and Fulton of Arkansas lança la construction de sa ligne. 
1872 : l'atelier pour les locomotives est installé à DeSoto (Missouri) 
21 mai 1872 : création du Cairo, Arkansas and Texas Railroad  
4 novembre 1872 : les voies de l'Iron Mountain atteignent la frontière Missouri/Arkansas
1873 : le Cairo, Arkansas and Texas termine la pose de 113 km de voie.
7 janvier 1873 : les trains du Cairo and Fulton atteignent les rives du White River 
7 février 1873 : le premier train relie Saint-Louis (Missouri) à Little Rock (Arkansas)
21 décembre 1873 : le Baring Cross Bridge sur l'Arkansas River à Little Rock est achevé 
22 décembre 1873 : départ du premier train direct entre Little Rock et Saint-Louis. 
15 janvier 1874 : le Cairo and Fulton Railroad arrive à Texarkana 
31 janvier 1874 : vol d'un train à Gad's Hill, Missouri 

### Le SLIM&S
6 mai 1874 : le chemin de fer est réorganisé sous le nom de St. Louis, Iron Mountain and Southern Railway (SLIM&S) 
28 juin 1879 : la totalité de la route est mise à l'écartement standard en un jour
1880 : Jay Gould prend le contrôle du SLIM&S 
1881 : le Missouri Pacific Railroad, contrôlé par Jay Gould depuis 1879, rachète le SLIM&S
décembre 1883 : l'ensemble du réseau contrôlé par Jay Gould atteint 15 361 km
27 novembre 1885 : création du Kansas and Arkansas Valley Railway
28 janvier 1887 : l'Iron Mountain rachète le Little Rock, Mississippi River & Texas Railway 
1890 : achèvement de la ligne du Kansas and Arkansas Valley 
1er juillet 1892 : le SLIM&S relie La Nouvelle-Orléans grâce à une connexion à McGehee avec le Houston, Central Arkansas and Northern Railroad (HCA&N). Ce dernier fut créé en mars 1887 pour relier la frontière Arkansas-Louisiane à Alexandria, Louisiane; les travaux débutèrent en mai et les sections furent achevées comme suit : 
- frontière Arkansas-Louisiane à Riverton via Monroe (118 km) : 1er juillet 1890 ;
- Riverton à Red River Bridge (111 km): 20 décembre 1891 ;
- Red River Bridge à la Texas & Pacific Junction d'Alexandria (3,65 km): 1er juillet 1892.

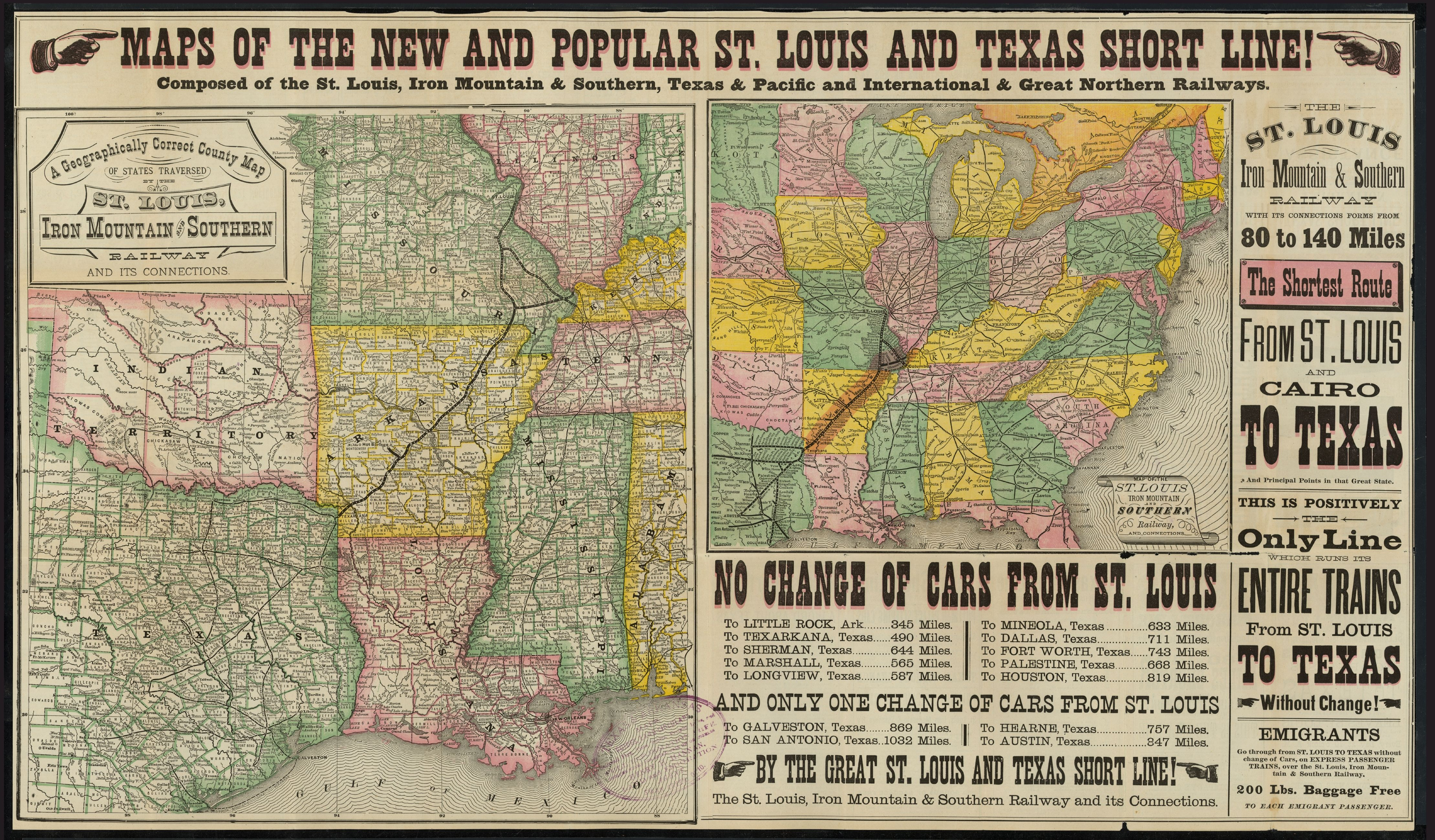
A Geographically Correct County Map of the States Traversed by the St. Louis, Iron Mountain and Southern Railway and its Connections, 1882

2 décembre 1892 : mort de Jay Gould
3 novembre 1893 : un train est volé à Olyphant (Arkansas).
13 décembre 1893 : le SLIM&S rachète le HCA&N. 
8 février 1901 : création du White River Railway
9 mars 1915 : George J. Gould perd le contrôle de l'Iron Mountain 
19 août 1915 : l'Iron Mountain et le Missouri Pacific sont placés en redressement judiciaire
12 mai 1917 : le St. Louis, Iron Mountain and Southern fusionne dans le Missouri Pacific Railroad

## Faits divers
Ce chemin de fer fut volé à deux reprises. La première fois le 31 janvier 1874 par le gang James-Younger à Gad's Hill, Missouri, et la seconde fois le 3 novembre 1893 par le gang des Daltons à Olyphant (Arkansas).

## Folklore
La compagnie est célèbre pour avoir donné son nom à l'Iron Mountain Baby, et pour avoir versé de l'argent pour l'éducation des enfants. 

## Reviviscence d'un chemin de fer historique
Le nom a été ressuscité par une petite compagnie basée à Jackson. Le St. Louis, Iron Mountain and Southern Railway exploite un train historique. 